# Nils Henrik Eneskjöld
Nils Henrik Eneskjöld, född 12 september 1773 i Umeå socken, död 20 februari 1823 i Lövångers socken, var en svensk militär.
Eneskjöld blev volontär vid Västerbottens regemente 1774, förare där 1783 och fänrik där 1784. Efter underofficersexamen vid Svea artilleriregemente 1788 och officersexamen vid Västerbottens regemente utnämndes han 1790 till löjtnant vid det senare regementet. År 1803 blev han stabskapten i armén och 1808 samma kapten vid Västerbottens regemente. Eneskjöld var chef för Lövångers kompani 1808–1822. År 1815 erhöll han majors namn och fick 1822 överstelöjtnants avsked. Han var riddare av Svärdsorden.
Eneskjöld deltog i Gustav III:s ryska krig och 1808–1809 års krig samt ingick i fälttåget mot Norge 1814.
Han var son till löjtnanten Gustaf Johan Eneskjöld, avliden 1817 i Nederkalix socken, och när han själv avled 1823 utslocknade adliga ätten Eneskjöld. Han var gift med Anna Catharina Landin, som efter hans död gifte som sig med Eric Gustaf Petersson.